# Catálogo Geral
O catálogo geral de nebulosas e aglomerados (inglês General Catalogue of Nebulae and Clusters) foi publicado em 1864 por John Herschel. Este foi combinado com outras observações para produzir o New General Catalogue por J. L. E. Dreyer.